# Grupa Operacyjna Kawalerii Nr 2
Grupa Operacyjna Kawalerii Nr 2 (GOKaw. Nr 2) – dyspozycyjne dowództwo taktyczne kawalerii, zmobilizowane w dniach 27–29 sierpnia 1939 w m. Brody przez Dowództwo Kresowej Brygady Kawalerii i 22 pułk Ułanów Podkarpackich, w mobilizacji alarmowej (grupa jednostek oznaczona kolorem zielonym).

## Historia
Dowództwo Grupy Operacyjnej Kawalerii Nr 2 zostało zmobilizowane jako dowództwo dyspozycyjne Naczelnego Wodza. Na dowódcę grupy wyznaczony został, gen. bryg. Marian Przewłocki, dotychczasowy dowódca Kresowej BK.
Zgodnie z planem mobilizacyjnym „W1” w Warszawie, w grupie żółtej, formowała się Kwatera Główna GOK Nr 2. Kwatera główna została wprowadzona do planu mobilizacyjnego po rozformowaniu Dowództwa Dywizji Kawalerii.
Późnym wieczorem 4 września 1939 dowództwo grupy zostało podporządkowane dowódcy Armii „Modlin” z zadaniem organizacji obrony przedmościa „Wyszogród” przy pomocy zebranych oddziałów 8 DP i 20 DP oraz III batalionu 41 pułku piechoty 29 DP. Wspomniane zdanie pierwotnie miał wykonać gen. bryg. Władysław Anders, którego w tym właśnie celu przed południem 4 września dowódca armii mianował dowódcą Grupy Operacyjnej „Tadeusz”. Autorzy monografii Armii „Modlin” stwierdzają, że gen. Anders uchylił się od wykonania powierzonego mu zadania, co doprowadziło do ostrej scysji z gen. Przedrzymirskim.
5 września 1939 około godz. 3.00 do Wyszogrodu przybył dowódca grupy. Na przedmościu zastał 1 kompanię batalionu ON „Warszawa I” pod dowództwem kpt. Henryka Kuźmińskiego i pluton saperów. Na prośbę gen. Przewłockiego dowódca 26 pułku ułanów przydzielił mu szwadron kawalerii i 15 baterię artylerii konnej pod dowództwem kpt. Walentego Rakowskiego z przedmościa „Płock”. Około południa. przybył III/41 pp pod dowództwem mjr. Kazimierza Bunclera. Batalion został przywieziony autobusami z Warszawy. Tego samego dnia o świcie na rozkaz dowódcy grupy saperzy podjęli nieudaną próbę zniszczenia mostu na Wiśle zakończoną, z braku odpowiedniej ilości materiałów wybuchowych, osmaleniem podpór. Most został zniszczony w dniach 7 i 8 września przez 2 kompanię 60 batalionu saperów, kpt. Witolda Kwiatkowskiego. Po wysadzeniu mostu pododdziały grupy przystąpiły do dozorowania 10 km odcinka Wisły od Wyszogrodu do Czerwińska (wyłącznie).
6 września gen. Przedrzymirski rozwiązał grupę. Odcinek dozorowania przejęła Nowogródzka BK. Gen. Przewłocki przekazał funkcję płk. dypl. Lawiczowi i udał się do Lublina, do dyspozycji dowódcy Armii „Lublin”.
7 września gen. Przewłocki wraz ze swym sztabem zameldował się w dowództwie Armii „Lublin”. Tego samego dnia samodzielny pluton telefoniczno-kablowy nr 3 pod dowództwem por. łącz. rez. Jana Kazimierza Makowskiego przydzielony do sztabu grupy gen. Przewłockiego został podporządkowany dowódcy 20 Dywizji Piechoty.
8 września o godz. 2.00 gen. bryg. Wacław Stachiewicz zapowiedział dowódcy Armii „Modlin” ponowny przyjazd GOKaw. 2, w celu ułatwienia organizacji dowodzenia. Gen. Przedrzymirski zamierzał powierzyć gen. Przewłockiemu dowództwo nad 33 DP (rez.) i 41 DP (rez.). Powyższy zamiar nie został zrealizowany ponieważ szef Sztabu NW nie posiadał łączności z Armią „Lublin”.
14 września gen. Piskor skierował sztab grupy do Lwowa.
Po wkroczeniu sowietów gen. Przewłocki dostał się do niewoli.

## Obsada personalna

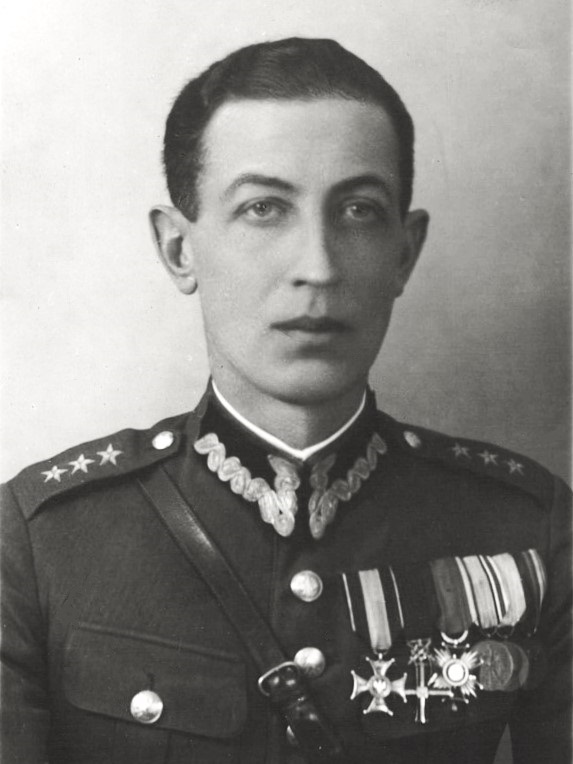
Jan Wojciech Zgorzelski

Obsada personalna Kwatery Głównej GOKaw. nr 2
- dowódca grupy – gen. bryg. Marian Przewłocki
- szef sztabu – ppłk dypl. kaw. Witold Eugeniusz Sawicki
- kwatermistrz – mjr dypl. kaw. Zygmunt Mieszczankowski
- oficer sztabu – mjr dypl. kaw. Witold II Jabłoński
- p.o. szefa Oddziału II – p.o. kpt. art. Stanisław Snarski
- szef III Oddziału III – rtm. dypl. Leon Antoni Bittner
- dowódca łączności – mjr łącz. Jan Wojciech Zgorzelski
- Komendant Kwatery Głównej – rtm. Stanisław Mróz[3]